# Elettrete

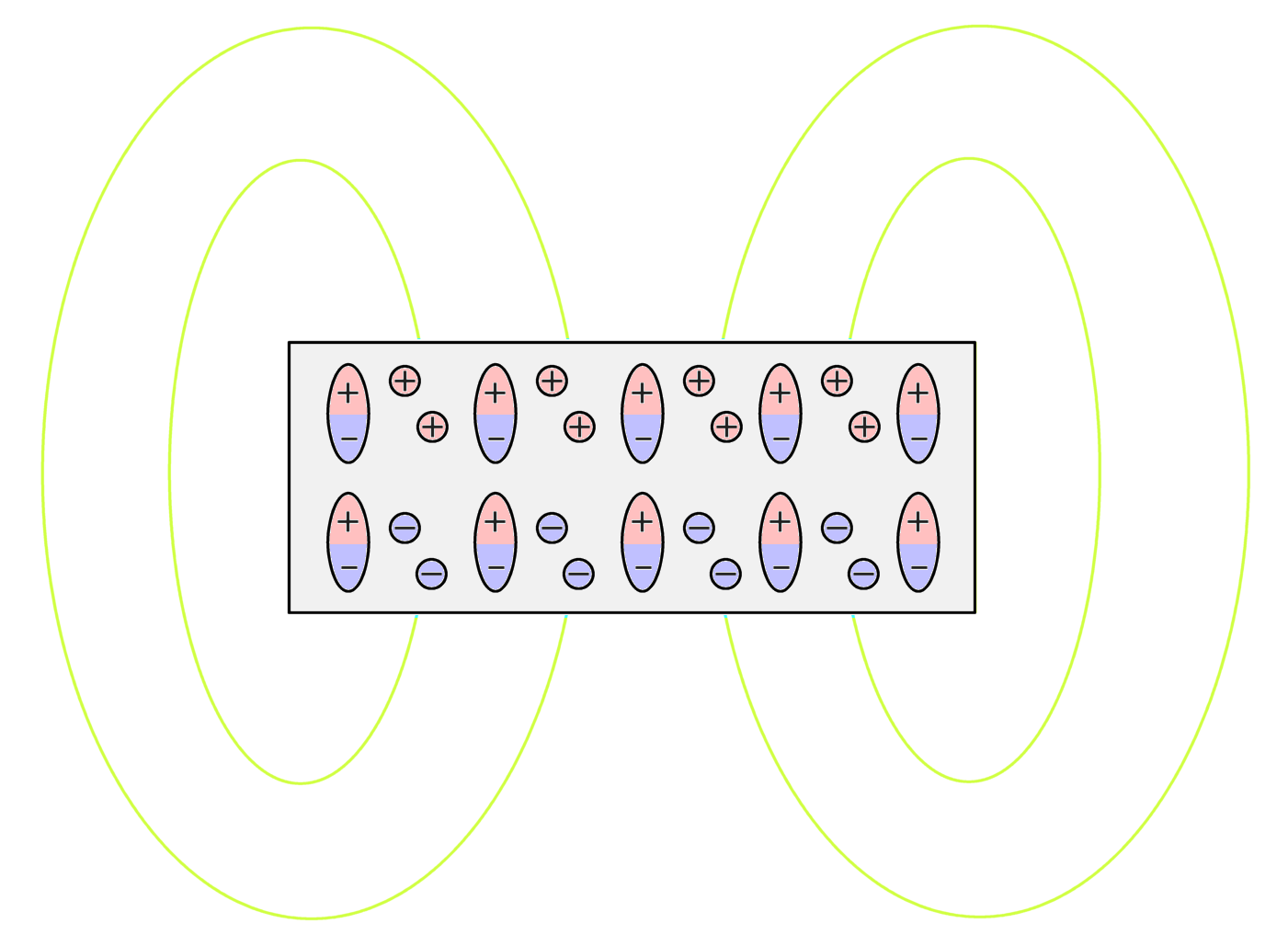
Schema di un elettrete: dislocamento delle cariche (molecole polari e singole cariche), e linee del campo elettrico esterno.

Elettrete (dall'unione di elektr- da "elettricità" con -ete da "magnete", in inglese electret) è un materiale dielettrico che ha una carica elettrica quasi permanente, o polarizzazione elettrostatica. Un elettrete genera un campo elettrico interno ed esterno, ed è l'equivalente elettrostatico di un magnete permanente. Benché Oliver Heaviside abbia coniato questo termine nel 1885, materiali con proprietà dielettriche erano già noti alla scienza ed erano stati studiati all'inizio del XVIII secolo. Un esempio particolare è l'elettroforo, un dispositivo consistente in una piastra con proprietà dielettriche ed una piastra metallica separata. L'elettroforo fu originariamente inventato da Johan Carl Wilcke in Svezia e poi ancora da Alessandro Volta in Italia. 

## Somiglianza con i magneti
Gli elettreti, come i magneti, sono dipoli. Un'altra somiglianza sono i campi radianti: essi producono un campo elettrostatico (invece di un campo magnetico) attorno al loro perimetro. Quando un magnete e un elettrete sono vicini uno all'altro, avviene qualcosa di insolito: se sono stazionari, non c'è nessun effetto l'uno sull'altro. Tuttavia, quando l'elettrete viene mosso rispetto ad un polo magnetico, viene percepita una forza che agise perpendicolarmente al campo magnetico, e che spinge l'elettrete lungo un percorso a 90° rispetto alla direzione attesa della spinta (come avverrebbe con un altro magnete). 

## Somiglianza con i condensatori
C'è una somiglianza tra un elettrete e lo strato dielettrico usato nei condensatori; la differenza è che i dielettrici dei condensatori hanno una polarizzazione indotta che è solo temporanea, dipendendo dal potenziale applicato sul dielettrico tramite le armature, invece i dielettrici aventi proprietà di elettrete esibiscono in aggiunta una memorizzazione di carica quasi permanente, o polarizzazione di dipolo. Alcuni materiali mostrano anche ferroelettricità, cioè reagiscono ai campi esterni con una isteresi della polarizzazione. I ferroelettrici possono trattenere permanentemente la polarizzazione perché sono in equilibrio termodinamico, e sono usati nei condensatori ferroelettrici. Benché quello degli elettreti sia solo uno stato metastabile, quelli creati con materiali a perdita molto bassa possono mantenere la carica in eccesso o polarizzazione per molti anni. Un microfono a elettrete è un tipo di microfono a condensatore che elimina la necessità di avere un alimentatore, tramite un materiale caricato permanentemente.
Un elettrete è un materiale dielettrico stabile con una carica elettrica statica pressoché permanente (la quale, a causa dell'alta resistenza elettrica del materiale, non decadrà per periodi di tempo di centinaia di anni) e/o una polarizzazione a dipolo orientato quasi permanente. Storicamente, gli elettreti venivano prodotti dapprima fondendo un materiale dielettrico adatto, come un polimero o una cera contenenti molecole polari, e poi facendolo nuovamente solidificare entro un forte campo elettrostatico. In tal modo le molecole polari del dielettrico fuso si allineano tutte alla direzione del campo elettrostatico, e così restano dopo la solidificazione, producendo un dipolo elettrete con un campo elettrostatico incorporato (bias). Gli elettreti moderni vengono solitamente realizzati incorporando l'eccesso di carica in un dielettrico altamente isolante con vari metodi, per esempio tramite un fascio di elettroni, o una scarica a corona, o una scarica elettrica attraverso l'aria o una barriera dielettrica, ecc.

## Tipi di elettrete
Esistono due tipi di elettreti:
- Elettreti a carica reale che contengono l'eccesso di carica, di una o entrambe le polarità, 
  - sulla superficie del dielettrico (carica superficiale)
  - internamente al volume del dielettrico (carica spaziale)
- Elettreti a dipolo orientato contenenti dipolo orientati (allineati). I materiali ferroelettricità sono una loro variante.

Una nuova classe di elettreti sono quelli a carica spaziale cellulare con cariche bipolari interne ai vuoti, che imitano i ferroelettrici, quindi sono detti ferroelettreti. I ferroelettreti mostrano una forte piezoelettricità, comparabile a quella delle ceramiche piezoelettriche.
Alcuni dielettrici sono capaci di agire in entrambi i modi.

## Materiali
In natura i materiali elettreti sono piuttosto comuni. Il quarzo e altre forme di diossido di silicio, per esempio, sono elettreti che si formano naturalmente. Oggigiorno la maggior parte degli elettreti sono prodotti dai polimeri sintetici, quali fluoropolimeri, polipropilene, Polietilene tereftalato, ecc. I campi elettrici interni o esterni e quasi permanenti creati dagli elettreti possono essere sfruttati in varie applicazioni.

## Produzione
La produzione di massa degli elettreti può avvenire per raffreddamento di una massa di un materiale dielettrico idoneo entro un forte campo elettrico, previa sua fusione. Il campo riposiziona i portatori delle cariche o allinea i dipoli nel materiale. Quando il materiale si raffredda, la solidificazione le congela in quella posizione. I materiali usati per creare gli elettreti sono solitamente cere, polimeri o resine. Una delle prime ricette è fatta col 45% di cera carnauba, 45% di colofonia bianca, e 10% di cera d'api bianca, disciolte e mescolate assieme, e lasciate raffreddare lentamente in un campo elettrostatico di alcuni kV/cm (kilovolt per centimetro). L'effetto effetto termo-dielettrico collegato a questo processo fu descritto per la prima volta dal ricercatore brasiliano Joaquin Costa Ribeiro nel 1944.
Gli elettreti possono anche essere prodotti incorporando un eccesso di cariche negative dentro un dielettrico usando un acceleratore di particelle, o depositando cariche sulla sua superficie o in sua prossimità tramite scarica a corona, un processo detto corona charging. L'eccesso di cariche in un elettrete decade esponenzialmente. La decadimento potenziale è una funzione della costante dielettrica relativa del materiale della sua resistività. I materiali con resistività estremamente alta, come il PTFE, possono trattenere l'eccesso di carica per molte centinaia d'anni. Gli elettreti più prodotti commercialmente sono basati su polimero (p.es., il Teflon amorfo lavorato a film sottile.

## Applicazioni

Microfono a elettrete
1. membrana
2. piastra rigida metallica
3. alloggiamento
4. pressione acustica
5. strato metallico
6. strato di elettrete

Gli elettreti sono interessanti commercialmente e tecnicamente. Per esempio, sono usati nei microfoni a elettrete, nelle fotocopiatrici, in alcuni tipi di filtri per l'aria per la raccolta elettrostatica delle particelle di polvere, nelle camere a ionizzazione a elettrete per misurare le radiazioni ionizzanti o il gas radon, o per l'energy harvesting da vibrazioni.

## Brevetti
- Nowlin, Thomas E., and Curt R. Raschke, (EN)  US4291245, United States Patent and Trademark Office, Stati Uniti d'America., "A process for making polymer electrets"